# Meritatón-Tasherit
Princesa real de la XVIII Dinastía egipcia, concretamente del periodo comúnmente llamado amarniense.
Apenas sabemos más que su nombre y que debió nacer en torno al año 14 del reinado de su padre, el faraón Ajenatón. Su nombre significa la Pequeña Amada de Atón, pero suele traducirse más bien como Meritatón la Menor, por lo que lo más lógico es que esta niña fuera el fruto del incesto entre Akenatón y la mayor de sus hijas, la princesa Meritatón.
Este caso no es único en la historia de Egipto, pero sí es muy puntual. Salvando unos casos muy oscuros en el Imperio Medio, sólo dos faraones conocidos cometieron incesto aparte de Akenatón: su propio padre, Amenofis III, quien se casó con al menos cuatro hijas suyas, ascendiendo a una de ellas al rango de Gran Esposa Real, y el famoso Ramsés II, quien también tuvo numerosas hijas-esposas, dos (o tres) de ellas, Grandes Esposa Reales. En el caso de Akenatón, no sólo se casó con su hija Meritatón, sino también con Anjesenamón y quizás con Meketatón.
Otras posibilidades de su filiación son: Semenejkara y Meritatón, o bien, dado que. tanto Meritatón-Tasherit, como otra princesa,  Anjesenamón, aparecen sólo en los textos en que se menciona a la esposa secundaria Kiya, es posible que ambas fueran hijas de Akenatón y Kiya.
Las huellas de Meritatón-Tasherit, al igual que el resto de su familia, desaparecen antes del año 17. Quizás muriese como tantos bebés de entonces por cualquier enfermedad, o por una epidemia de peste, como se ha sugerido.